# Libeled Lady
Libeled Lady es una  comedia alocada (screwball comedy) de 1936 protagonizada por Jean Harlow, William Powell, Myrna Loy y Spencer Tracy, escrita por George Oppenheimer, Howard Emmett Rogers, Wallace Sullivan y Maurine Dallas Watkins, y dirigida por Jack Conway. Fue la quinta de las catorce películas en las que Powell y Loy formaron equipo.
Los enredos de una dama fue nominada al Óscar a la Mejor Película. La película fue vuelta a versionar en 1946 como Easy to Wed con Esther Williams, Van Johnson, y Lucille Ball.

## Trama
La adinerada Connie Allenbury (Myrna Loy) es acusada falsamente de romper un matrimonio y demanda al periódico New York Evening Star por 5.000.000 de dólares por difamación. Warren Haggerty (Spencer Tracy), el editor gerente, se dirige desesperadamente al exreportero y mujeriego Bill Chandler (William Powell) para pedirle ayuda. El plan de Bill es manipular a Connie para que esté a solas con él cuando su mujer aparezca, para que la demanda tenga que ser retirada. Bill no está casado, así que Warren ofrece voluntariamente a su sufrida prometida, Gladys Benton (Jean Harlow), para que se case con Bill sólo de nombre, a pesar de sus fuertes protestas.
Bill se las arregla para regresar a América desde Inglaterra en el mismo transatlántico que Connie y su padre J. B. (Walter Connolly). Paga a algunos hombres para que se hagan pasar por periodistas y acosen a Connie en el muelle, para poder "rescatarla" y conocerla. En el viaje, Connie inicialmente lo trata con desprecio, asumiendo que es el último de una larga lista de cazadores de fortunas tras su dinero, pero Bill gradualmente supera sus sospechas.
Las complicaciones surgen cuando Connie y Bill se enamoran de verdad. Se casan, pero Gladys decide que prefiere a Bill que a un periodista contrario al matrimonio e interrumpe su luna de miel para reclamar a su marido. Bill revela que descubrió que el divorcio de Gladys en Yucatán no era válido, pero Gladys afirma que se divorció por segunda vez en Reno, así que ella y Bill son en realidad marido y mujer. Connie y Bill se las arreglan entonces para mostrarle a Gladys que realmente ama a Warren.

## Reparto
- Jean Harlow como Gladys Benton
- William Powell como Bill Chandler
- Myrna Loy como Connie Allenbury
- Spencer Tracy como Warren Haggerty
- Walter Connolly como James B. Allenbury
- Charley Grapewin como Hollis Bane, el jefe de Haggerty
- Cora Witherspoon como la Sra. Burns-Norvell, una conocida de los Allenbury que es muy parlanchina.
- E. E. Clive como Evans, un instructor de pesca
- Bunny Beatty como Babs Burns-Norvell, la hija de la Sra. Burns-Norvell
- Otto Yamaoka como Ching
- Charles Trowbridge como Graham
- Spencer Charters como el Magistrado
- George Chandler como el botones
- Billy Benedict como Johnny
- Gwen Lee como la operadora de la centralita

Notas de reparto
- Hattie McDaniel, quién frecuentemente interpretaba criadas, hace una breve aparición como limpiadora de hotel.

## Producción

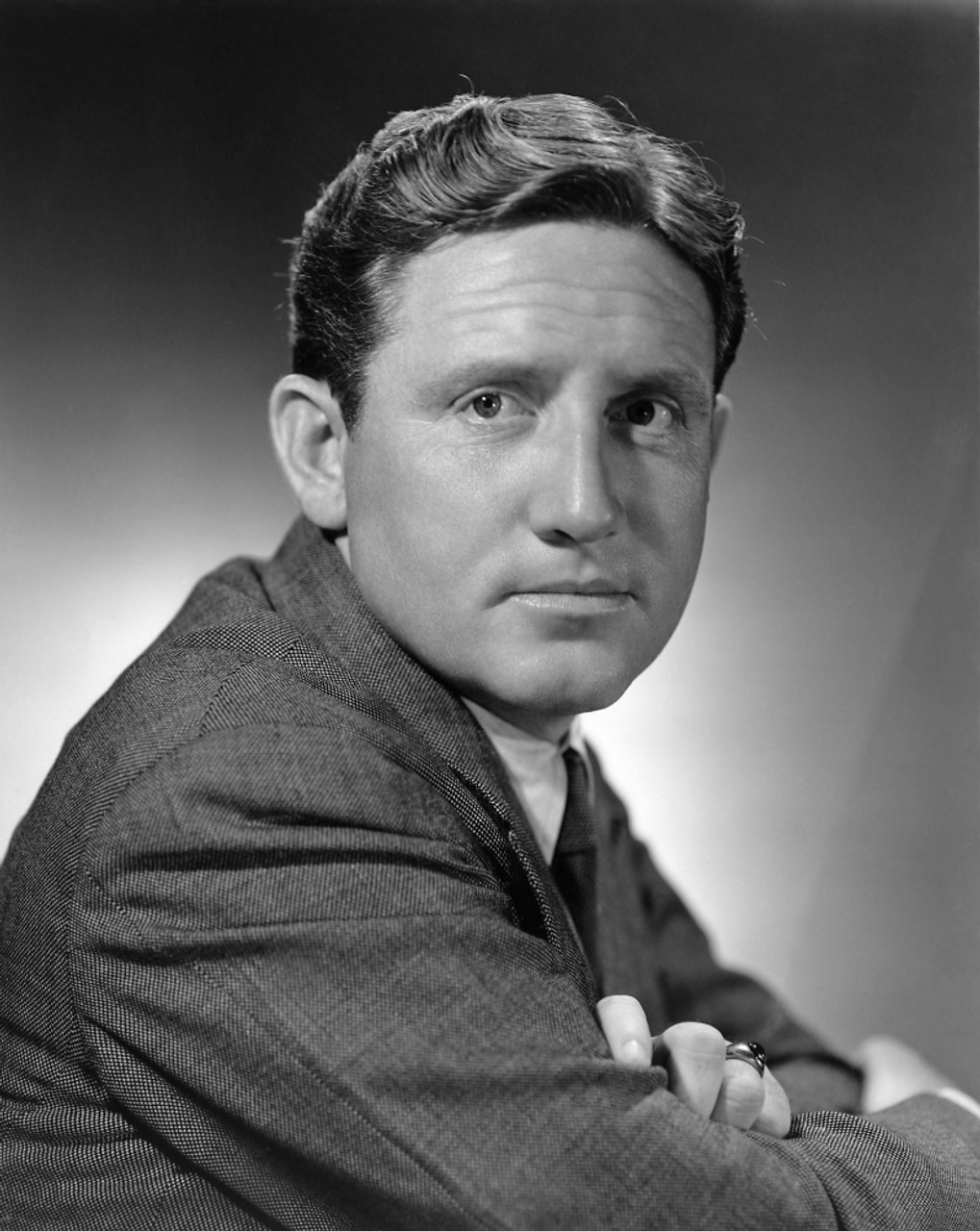
Spencer Tracy

La producción comenzó a mediados de julio de 1936 y terminó el 1 de septiembre. El rodaje en localizaciones exteriores tuvo lugar en Sonora, California. Lionel Barrymore fue elegido originalmente como el Sr. Allenbury, y Rosalind Russell fue considerada originalmente para interpretar a Connie Allenbury.
Harlow y Powell eran pareja fuera de la pantalla, y Harlow quería interpretar a Connie Allenbury, así su personaje y el de Powell terminarían juntos. MGM insistió, sin embargo, en que la película fuera otro vehículo para el tandem William Powell-Myrna Loy, como pretendían originalmente. Harlow ya había firmado para hacer la película, pero tuvo que conformarse con el papel de Gladys Benton. Sin embargo, como Gladys, Harlow aun consiguió hacer una escena de boda con Powell. Durante el rodaje, Harlow cambió su nombre legal de su nombre de nacimiento Harlean Carpenter McGrew Bern Rosson a simplemente Jean Harlow. Solo haría dos películas más antes de morir prematuramente a la edad de 26 años en 1937.
Se rumorea que Loy y Tracy tuvieron una aventura durante el rodaje de la película.
Dos grandes buques de pasajeros sirvieron como el barco de la película, el SS Queen Anne: El venerable RMS Berengaria de Cunard (en la vista del muelle) y el hermoso SS Normandie de Francia en una toma aérea.

## Recepción
La película se estrenó el 9 de octubre de 1936, y ganó 2,7 millones de dólares en taquilla; 1.601.000 dólares ganados en los EE. UU. y Canadá y 1.122.000 dólares en el extranjero, lo que resultó en una ganancia de 1.189.000 dólares.
Recibió una nominación al Óscar a la mejor película en 1937, pero perdió contra El gran Ziegfeld, que también protagonizaron William Powell y Myrna Loy.